# Allocazione automatica della memoria
Le variabili automatiche sono variabili locali in un blocco di istruzioni.
Esse sono automaticamente allocate sullo stack quando si entra in quel blocco di codice; parallelamente, vengono distrutte quando si esce dal blocco stesso.
Ad esempio, si consideri il seguente codice in linguaggio C:
```
int
 
main
(
void
)

{

  
{

    
int
 
a
;

    
a
 
=
 
10
;

  
}

  
{

    
int
 
b
;

    
printf
(
"b = %d
\n
"
,
 
b
);

  
}

}

```

Utilizzando il compilatore gcc, si otterrà come risultato:
```
b = 10

```

perché la stessa locazione di memoria che era stata allocata per a viene poi utilizzata per allocare b, all'ingresso del secondo blocco.
Le variabili automatiche hanno un valore indefinito quando sono dichiarate (in gergo si dice che sono sporche), perciò è buona abitudine inizializzarle con valori validi prima del loro utilizzo.
 La maggior parte dei compilatori moderni, se invocati con i giusti parametri, riconosce l'uso di variabili non inizializzate ed avverte l'utente del possibile errore.